# Ein heikler Fall
Ein heikler Fall ist eine 33-teilige Anwaltsserie, die in zwei Staffeln mit insgesamt 33 Folgen erstmals komplett ab Dezember 1986 im regionalen Vorabendprogramm des Norddeutschen Rundfunks (NDR) gesendet wurde, nachdem bereits im Sommer des Jahres einige Folgen vom Bayerischen Rundfunk (BR) ausgestrahlt worden waren.

## Inhalt
Vater und Sohn Wolff führen in Hamburg gemeinsam eine Anwaltskanzlei. Häufig geht es um skurrile, jedenfalls nicht alltägliche Fälle, mit denen sie von ihren Mandanten beauftragt werden und die oft nur mit einer Portion Schlitzohrigkeit und Gerissenheit gelöst werden können. Die Wolffs bekommen es unter anderem mit einer betrügerischen Hellseherin zu tun, einem Mann, der sich nicht vorschreiben lässt, in welche Richtung er durch ein Fernrohr zu sehen hat, der Zuordnung eines gefundenen Gebisses oder einem Klienten, der bestraft werden möchte, obwohl kein entsprechendes Vergehen vorliegt. Unterstützt werden die beiden Anwälte durch ihre Sekretärinnen Frau Gossow und Birgit sowie gelegentlich von dem Zeitungsjungen Philipp.

## Sonstiges
Staffel 1 umfasste 13 Folgen und lief im NDR von Dezember 1986 bis März 1987, Staffel 2 mit 20 Folgen startete Ende 1987. Während die Folgen der ersten Staffel jeweils eine Länge von 50 Minuten hatten, waren es in der zweiten Staffel nur lediglich jeweils 25 Minuten.
In den Monaten Juni und Juli 1986 hatte der BR bereits die ersten sieben Folgen aus Staffel 1 gesendet, die weiteren Episoden wurden nicht ausgestrahlt. Radio Bremen wiederum sendete ab Januar 1989 lediglich 16 Folgen aus der zweiten Staffel, allerdings nicht in der gleichen Reihenfolge wie der NDR.
Im NDR wurde die erste Staffel jeweils mittwochs gezeigt, die zweite montags, mit Ausnahme der ersten Folge, die an einem Dienstag ausgestrahlt wurde. Wiederholungen konnten nicht ermittelt werden. 
In Folge 11 der zweiten Staffel hat Eva Krutina eine Gastrolle. Sie war zeitweilig mit Regisseur und Autor Ottokar Runze verheiratet. 
Auf YouTube sind die ersten Minuten einiger Folgen zu sehen.

## Episodenliste

### Staffel 1
| Nr. (gesamt) | Nr. (Staffel) | Erstausstrahlung  | Titel                             | Gastschauspieler (Auswahl)                                    |
| ------------ | ------------- | ----------------- | --------------------------------- | ------------------------------------------------------------- |
| 1            | 1             | 10. Dezember 1986 | Das Fleisch ist schwach           | Peter Ehrlich, Margret Homeyer, Christine Kaufmann, Hans Irle |
| 2            | 2             | 17. Dezember 1986 | Alles aus Liebe                   | Ursela Monn                                                   |
| 3            | 3             | 31. Dezember 1986 | Schuldlos schuldige Unschuld      | Evelyn Hamann                                                 |
| 4            | 4             | 7. Januar 1987    | Eigentum ist Diebstahl            | Michael Degen                                                 |
| 5            | 5             | 14. Januar 1987   | Der ertappte Dieb                 | Gunnar Möller, Marc Eric Wessel                               |
| 6            | 6             | 21. Januar 1987   | Konkurs und Moral                 | Dietmar Schönherr                                             |
| 7            | 7             | 28. Januar 1987   | Mit Jungfrauen lässt sich handeln | Iris Berben, Utz Richter, Klaus Mikoleit                      |
| 8            | 8             | 4. Februar 1987   | Wurm für Wurm                     |                                                               |
| 9            | 9             | 11. Februar 1987  | Die nackte Frau                   | Wolfgang Wahl                                                 |
| 10           | 10            | 18. Februar 1987  | Der Schlüsselgewaltigen Zähmung   | Dietrich Mattausch                                            |
| 11           | 11            | 25. Februar 1987  | Schmerzensgeld                    | Hans Hessling                                                 |
| 12           | 12            | 4. März 1987      | Die Leiden der alten Q            | Gisela Trowe                                                  |
| 13           | 13            | 11. März 1987     | Hunger nach Strafe                | Angelika Milster, Helmut Krauss                               |

### Staffel 2
| Nr. (gesamt) | Nr. (Staffel) | Erstausstrahlung  | Titel                  | Gastschauspieler (Auswahl)                      |
| ------------ | ------------- | ----------------- | ---------------------- | ----------------------------------------------- |
| 14           | 1             | 29. Dezember 1987 | Die Vitrine            | Ilse Werner                                     |
| 15           | 2             | 4. Januar 1988    | Die wa(h)re Sängerin   | Susanne Uhlen, Joachim Bliese, Joachim Kemmer   |
| 16           | 3             | 11. Januar 1988   | Körperverletzung       | Elisabeth Wiedemann, Hans Jürgen Diedrich       |
| 17           | 4             | 18. Januar 1988   | Der Liebesbeweis       | Dirk Böhling                                    |
| 18           | 5             | 25. Januar 1988   | Der Papagei            | Fritz Lichtenhahn, Gisela Peltzer, Axel Scholtz |
| 19           | 6             | 1. Februar 1988   | Der Spotter            | Ernst Stankovski, Jürgen Thormann               |
| 20           | 7             | 8. Februar 1988   | Eifersucht             | Elfi Eschke, Peter Millowitsch                  |
| 21           | 8             | 15. Februar 1988  | Der Retter             | Manfred Steffen, Jürgen Wölffer                 |
| 22           | 9             | 22. Februar 1988  | Gegen den Strom        | Werner Kreindl, Alexander May                   |
| 23           | 10            | 29. Februar 1988  | Der Schauspieler       | Gudrun Genest, Benno Hoffmann                   |
| 24           | 11            | 7. März 1988      | An Eides Statt         | Renate Heuser, Eva Krutina                      |
| 25           | 12            | 14. März 1988     | Die Eierlage           | Ulrich Matschoss                                |
| 26           | 13            | 21. März 1988     | Ein Fass läuft über    | Klaus Höhne, Christine Gerlach                  |
| 27           | 14            | 28. März 1988     | Verbotene Liebe        | Peter Danzeisen, Caroline Krumm                 |
| 28           | 15            | 11. April 1988    | Hamburger Graffiti     | Jörg Pleva, Franz Josef Steffens                |
| 29           | 16            | 18. April 1988    | Die Goldjungen         | Herbert Stass, Eva Katharina Schultz            |
| 30           | 17            | 25. April 1988    | In Seenot              | Kurt Weinzierl                                  |
| 31           | 18            | 2. Mai 1988       | (P)fundsache           | Marlen Diekhoff, Hans Clarin                    |
| 32           | 19            | 9. Mai 1988       | Barbaras Baby          |                                                 |
| 33           | 20            | 16. Mai 1988      | Der efrauzipierte Mann | Robert Atzorn                                   |

Weitere Gastdarsteller, die keiner Folge zugeordnet werden konnten, waren unter anderem: Klaus Schwarzkopf, Eleonore Weisgerber, Daniela Ziegler, Horst Hesslein, Siegfried W. Kernen, Ilse Ritter, Heinz Schubert und Wolfgang Preiss.